# Österåsen
Österåsen is een plaats in de gemeente Östersund in het landschap Jämtland en de provincie Jämtlands län in Zweden. De plaats heeft 67 inwoners (2005) en een oppervlakte van 26 hectare. De plaats ligt in een open plek met landbouwgrond omringd door naaldbos.